# 150316 Ivaniosifovich
150316 Ivaniosifovich este o planetă minoră (asteroid) din centura de asteroizi. A fost descoperită pe 1 noiembrie 1999 la Observatorul Regal al Belgiei⁠(d) de . 
Obiectul prezintă o orbită caracterizată de o semiaxă mare de 2,1621807083233 UAi, o excentricitate de 0,073132111610677, o înclinație de 3,3599356975647 ° în raport cu ecliptica.